# 乳突三栉毛蛛
乳突三栉毛蛛（学名：Tricalamus papillatus）为管网蛛科三栉毛蛛属的动物。在中国大陆，分布于贵州等地。